# 阿尔文·莫里斯
阿尔文·莫里斯（英語：Alwyn Morris，1957年11月22日—），加拿大男子皮划艇运动员。他曾代表加拿大参加1984年和1988年夏季奥林匹克运动会皮划艇比赛，获得一枚金牌和一枚铜牌。